# タイニーポエム
タイニーポエム（ラテン文字表記：Tiny Poem）は、日本のサンリオによるキャラクター。通称「風の子さっちゃん」。水彩画を思わせる淡く柔らかなタッチのキャラクターである。

## 来歴
1975年にキャラクター開発。いちご新聞15号（1975年11月15日号）の紙面の「キャラクター物語」の枠内で「風の子さっちゃん」のキャラクターとして初登場した。登場時は「コンニチワ」と書かれた紙を手にしていた。キャラクターデザインは渡辺八千代が起こした。日本の原風景を思わせる世界観から登場当時は人気となった。
サンリオ創業50周年の際の記念イベントとして東京お台場にて「GREEN TOKYO HELLO KITTY & FRIENDS」（グリーン・トウキョウ・ハローキティ・アンド・フレンズ）が2010年8月9日から8月22日にかけて開催され、お台場の海上にサンリオキャラクターが描かれた大小のバルーンが浮かべられ、その中に「タイニーポエム」も対象とされた。
サンリオキャラクター大賞に2015年を除き毎回ノミネートされている。また、その前身であるサンリオキャラクターコンテストにも第三回（いちご新聞15号・1975年11月15日）よりノミネートされている。

## 設定
さっちゃん
「タイニーポエム」のメインキャラクター。本名さっちゃん。エプロンを着けた着物姿をした風の妖精の女のコ。性格はちょっぴりさみしがリやだが、とても素直でやさしい。誕生日は1月21日。
風船で空をふわふわ飛びながら旅するほか、動物たちと鬼ごっこしたり、緑の野山を風に乗りながら元気に飛び回るのが好き。靴は履いておらず、いつも裸足で歩き回っているが、ふわふわしているので歩いても痛くない。
特技は風に乗ることと動物と話ができること。好きな食べ物はいちごとさくらんぼで、好きな花はたんぽぽ。小さな山と山の間にあるレンゲの谷で生まれ、小さなわらぶき屋根の家に住んでいる。両親のほか、いちごの王様を尊敬している。
子ヒツジさん
遠い牧場からやってきた迷子の子ヒツジで、さっちゃんのいちばんの友達。
ダイちゃん
音楽を奏でるのが好きな、さっちゃんのボーイフレンド。
これ以外にもうさぎさんなどのさまざまな動物たちが登場する。

## 商品
レターセットなどのステーショナリーグッズ、マグカップやパースやバッグなどの日用品が発売されていた。

## 書籍
『風の子さっちゃん ちっちゃなうた』
発売日：1977年
著者：きのゆり
出版社：サンリオ
概要：タイニーポエムの詩画集
『風の子さっちゃんわらべうた』
発売日：1978年6月
著者：渡辺八千代
出版社：サンリオ
概要：日本の童謡の歌集。挿し絵にタイニーポエムのイラストが使用されている。

## イメージソング
風の子さっちゃん
作詞：嵐山義之介 作曲：若子内悦郎 編曲：兼崎順一 歌：吉田裕子
CDアルバム「みんなでうたおう！キャラクターソング」の12曲目に収録されている。3分9秒。

## サンリオキャラクター大賞の順位
『いちご新聞』の読者投票企画「サンリオキャラクター大賞」では第26回（2011年）の45位が順位が明確に分かる範疇で歴代最高である。「タイニーポエム」はサンリオキャラクター大賞の前身である「サンリオキャラクター人気コンテスト」の第3回（1975年11月15日 / No.15）から「風の子さっちゃん（タイニーポエム）」としてノミネートしている。
第1回（1986年）サンリオキャラクター大賞の「懐かしのキャラクター部門」では第1位を獲得し、再デビューも果たした。
2013年サンリオキャラクター大賞66位。2013年サンリオキャラクター大賞の特別企画である「これやります宣言」で、「40位以内にランクインしたらボーイフレンドのダイちゃんと一緒に登場する」と宣言していたが、ランクインを逃したため叶わなかった。
2020年は、コロナ関連によるサンリオショップの臨時休業が相次ぎ、思うようにサンリオショップ店頭からの投票（チップde投票）が出来なかったため、サンリオキャラクター大賞終了後の6月12日から30日にかけて、スピンアウト企画の 「チップde投票リターンズ」がサンリオショップ各店舗で開催され、サンリオショップのひとつのハーモニーランドにおいての結果は「タイニーポエム」は66位であった（この回の票は、公式にはサンリオキャラクター大賞本戦の結果には反映されない）。
- 2025年サンリオキャラクター大賞80位
- 2024年サンリオキャラクター大賞84位。
- 2023年サンリオキャラクター大賞80位。
- 2021年サンリオキャラクター大賞71位（いちご新聞ランキング60位[19]）。
- 2020年サンリオキャラクター大賞69位（いちご新聞ランキング58位[20]）。
- 2019年サンリオキャラクター大賞69位（いちご新聞ランキング64位[21]）。
- 2018年サンリオキャラクター大賞68位（いちご新聞ランキング65位[22]）。
- 2017年サンリオキャラクター大賞74位（いちご新聞ランキング64位[23]）。
- 2016年サンリオキャラクター大賞80位（いちご新聞ランキング57位タイ[24]） ／ なでる投票75位[25]。
- 2015年出場なし[26]。
- 2014年サンリオキャラクター大賞20位圏外[27][注釈 3]（いちご新聞ランキング48位[30]）。
- 2013年サンリオキャラクター大賞66位。
- 2012年サンリオキャラクター大賞47位[31][32]。
- 2011年サンリオキャラクター大賞45位[33]。
- 2010年サンリオキャラクター大賞20位圏外[34]。
- 1986年〜2009年サンリオキャラクター大賞10位圏外[13]。

## その他
- 『いちご新聞』でタイニーポエムが初めて表紙を飾ったのは、1979年9月15日号（108号）である[35]。
- いちご新聞1979年6月1日号（101号）およびいちご新聞1979年6月15日号（102号）の紙面上に、いちごメルヘン劇場「風の子サッちゃん母を訪ねて」というさっちゃんが子ヒツジを連れて母を訪ねて風船で旅に出るという内容の物語が前・後編に分けて掲載された[1]。
- いちご新聞1976年9月15日号（36号）ではタイニーポエムのキャラクター特大ポスターが綴じ込み付録として添付された[36]
- 1977年、サンリオ音楽出版より発売された小椋桂の『やっぱりおめでとう-お誕生日に-』（サンリオレコード、OKS-20001）のジャケットにはサンリオキャラクターのハローキティやパティ&ジミーなどに交じってタイニーポエムも描かれている。
- エクサムが発売するキッズ向けトレーディングカードアーケードゲームであるハローキティとまほうのエプロン 〜サンリオキャラクター大集合!〜の第3弾〜レッツ!ハンバーガークッキング〜』に登場するキャラクターのひとつとしてタイニーポエムが起用された[37]。
- サンリオピューロランドのキャラクターグリーティングなどに、ライブキャラクター（着ぐるみ）として出演する時期があった[38]。現在は公式ホームページのキャラクター欄からは削除されている。